# Mathieu Chantelois
 (octobre 2023).
La mise en forme du texte ne suit pas les recommandations de Wikipédia : il faut le « wikifier ».
Les points d'amélioration suivants sont les cas les plus fréquents. Le détail des points à revoir est peut-être précisé sur la page de discussion.
- Les titres sont pré-formatés par le logiciel. Ils ne sont ni en capitales, ni en gras.
- Le texte ne doit pas être écrit en capitales (les noms de famille non plus), ni en gras, ni en italique, ni en « petit »…
- Le gras n'est utilisé que pour surligner le titre de l'article dans l'introduction, une seule fois.
- L'italique est rarement utilisé : mots en langue étrangère, titres d'œuvres, noms de bateaux, etc.
- Les citations ne sont pas en italique mais en corps de texte normal. Elles sont entourées par des guillemets français : « et ».
- Les listes à puces sont à éviter, des paragraphes rédigés étant largement préférés. Les tableaux sont à réserver à la présentation de données structurées (résultats, etc.).
- Les appels de note de bas de page (petits chiffres en exposant, introduits par l'outil «  Source ») sont à placer entre la fin de phrase et le point final[comme ça].
- Les liens internes (vers d'autres articles de Wikipédia) sont à choisir avec parcimonie. Créez des liens vers des articles approfondissant le sujet. Les termes génériques sans rapport avec le sujet sont à éviter, ainsi que les répétitions de liens vers un même terme.
- Les liens externes sont à placer uniquement dans une section « Liens externes », à la fin de l'article. Ces liens sont à choisir avec parcimonie suivant les règles définies. Si un lien sert de source à l'article, son insertion dans le texte est à faire par les notes de bas de page.
- La présentation des références doit suivre les conventions bibliographiques. Il est recommandé d'utiliser les modèles {{Ouvrage}}, {{Chapitre}}, {{Article}}, {{Lien web}} et/ou {{Bibliographie}}. Le mode d'édition visuel peut mettre en forme automatiquement les références.
- Insérer une infobox (cadre d'informations à droite) n'est pas obligatoire pour parachever la mise en page.

Pour une aide détaillée, merci de consulter Aide:Wikification.
Si vous pensez que ces points ont été résolus, vous pouvez retirer ce bandeau et améliorer la mise en forme d'un autre article.
Mathieu Chantelois, né le 4 juillet 1973 est une personnalité de la télévision canadienne (connu pour sa participation à la première saison de U8TV: The Lofters comme premier candidat ouvertement gai), journaliste, rédacteur en chef de magazine et responsable marketing.

## Biographie
Mathieu Chantelois est né et a grandi à Mascouche, une banlieue juste à l'extérieur de Montréal, au Québec. Il a étudié à l'école secondaire Pierre Laporte, une académie de musique à Montréal. Il est diplômé du programme de journalisme de l'Université Carleton et, en 2018, il a complété un certificat en perspectives stratégiques en gestion à but non lucratif à la Harvard Business School.

## Carrière

### Télévision
Chantelois était l'un des premiers colocataires de la série de télé-réalité canadienne U8TV: The Lofters. Seul résident ouvertement gay de la première saison, Chantelois a créé la série So Gay TV pour PrideVision. So Gay TV a été nommé pour la meilleure série de débats aux Gemini Awards 2002.

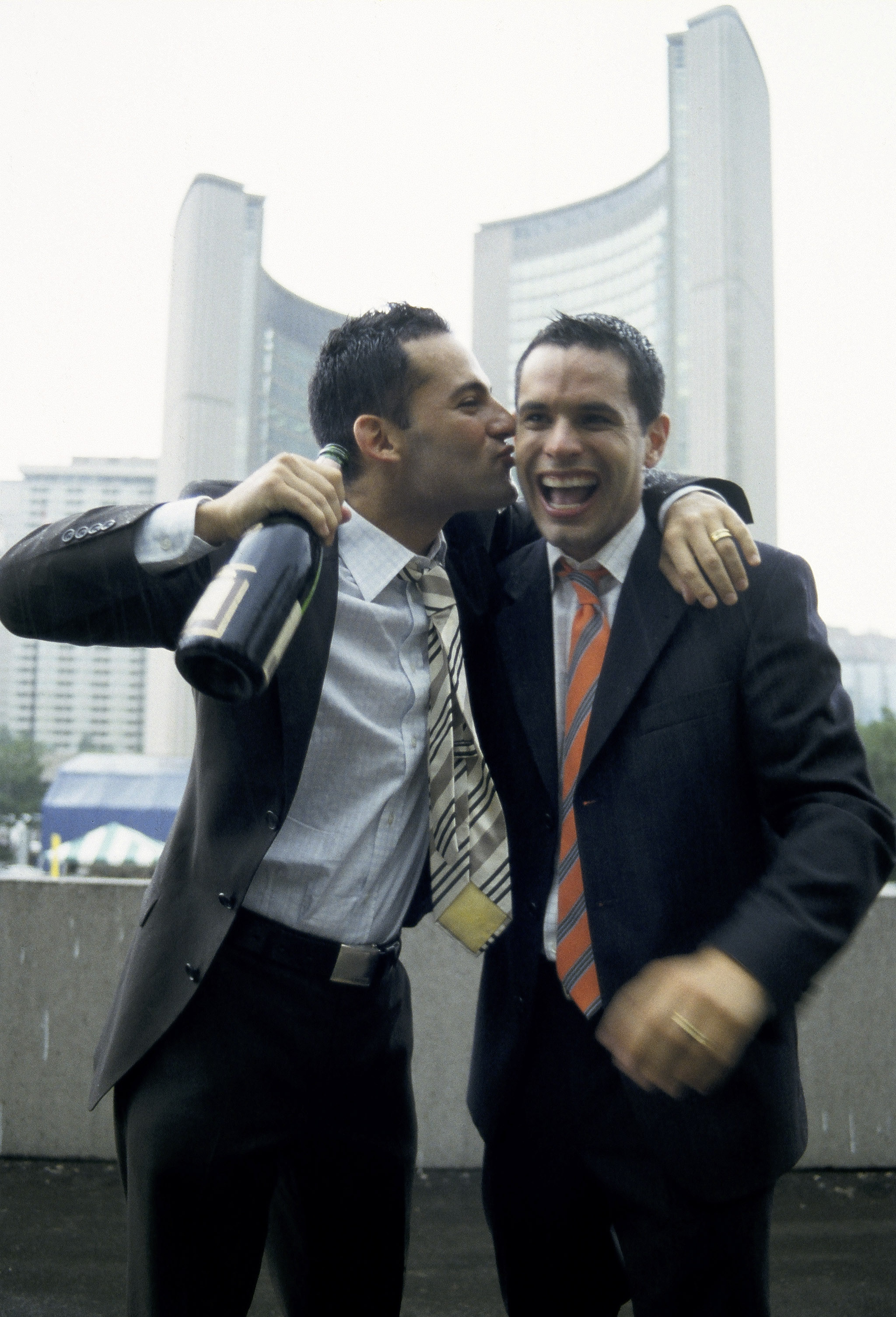
Mariage de Chantelois et Gomez

Après la fin de son mandat sur The Lofters, Chantelois a continué à animer des programmes pour PrideVision et la chaîne qui a succédé OUTtv, notamment Read Out!, mettant en vedette des auteurs de la communauté LGBT, et la série télé-réalité COVERguy. Chantelois a également travaillé comme reporter culturel pour l' émission Panorama de TFO.

### Le 519
En 2006, Chantelois a été nommé président du conseil d'administration du centre communautaire du 519 Church St. à Toronto, en Ontario. Il a démissionné de son poste en 2009, mais est toujours impliqué dans l'organisation à d'autres titres. En octobre 2020, il a animé le 16e gala annuel 519, auquel participaient les invités Elton John, kd lang et Kim Cattrall,.

### Green Space Festival
En 2007, Chantelois a créé le Green Space Festival, un événement de collecte de fonds pour un centre communautaire LGBT au Canada. Il a été nommé l'un des huit héros locaux par le Toronto Star. Le festival a récolté plus de 2,5 millions de dollars au cours des 10 dernières années.

### Cinéplex
En 2009, Chantelois devient rédacteur en chef du magazine de cinéma Famous Quebec. Sous sa direction, Famous Québec est devenu en 2010 Le magazine Cineplex,.

### La Fierté de Toronto
En 2015, Chantelois a été nommée nouveau directeur général de la Fierté de Toronto.
En 2016, sous sa direction, le premier Mois de la Fierté au Canada a été lancé, le premier ministre Justin Trudeau a été le premier premier ministre en exercice à participer au défilé de la fierté, et, pour la toute première fois, les drapeaux officiels de la Fierté et des communautés Trans ont été hissés en même temps comme coup d'envoi du mois de la Fierté.
Les invités à Pride Toronto pendant le mandat de Chantelois comprenaient RuPaul, Pussy Riot, Cyndi Lauper, Chaz Bono, John Waters (réalisateur), George Takei et Margaret Atwood. L'événement a également obtenu le record du monde Guinness pour le plus grand spectacle d'artistes drag au monde, avec 73 drag queens et kings montant sur scène.
Chantelois a démissionné de son poste le 11 août 2016 pour occuper un poste chez Cineplex Media, environ six semaines après avoir reçu des éloges et fait face à des critiques pour sa gestion de la demande de Black Lives Matter visant à interdire aux policiers de Toronto de participer en uniforme lors des événements de la Fierté. Sa démission s'est produite au milieu d'allégations de racisme, de sexisme et de harcèlement sexuel au sein du personnel,, ; cependant, les allégations n'ont jamais été fondées et il n'a jamais été officiellement accusé d'actes répréhensibles,,.

### Boys and Girls Clubs du Canada
En 2016, Chantelois a été embauché comme vice-président du marketing et du développement chez Clubs Garçons et Filles du Canada, où il avait auparavant travaillé comme directeur du marketing et des communications.
Il était responsable du lancement des messages d'intérêt public « Great Futures Start Here » en 2014 et « Kid of Privilege » en 2018,. Il a occupé le poste de vice-président du développement et des affaires extérieures de l'organisation jusqu'en juin 2019.

### Le Fonds des médias du Canada
Chantelois est actuellement vice-président en communications et marketing au Fonds des médias du Canada, poste qu'il occupe depuis juin 2019,.
Il a été le porte-parole pour la campagne Made / Nous, campagne pour la promotion de la culture canadienne dans l'industrie culturelle de divertissement. En avril 2020, durant la Pandémie de Covid-19, il a organisé un road-trip canadien virtuel avec la participation des acteurs Jay Baruchel et Marc-André Grondin qui ont tweeté leurs recommandations en matière de télévision ou cinéma canadien quotidiennement pendant un mois. Il s'est également associé aux acteurs Simu Liu et Maitreyi Ramakrishnan pour mettre en lumière les Canadiens d'origine et culture asiatique dans le cadre du Mois de l'héritage culturel d'Asie et d'Asie du sud. Il a été un actif défensur du développement des thématiques liées à l'inclusivité dans les contenus canadiens destinés aux enfants,.
En 2021, Chantelois a dirigé le changement d'image du Fonds des médias du Canada, en mettant l'accent sur l'équité, l'inclusion et la décolonisation, y compris la représentation de plus de 12 langues autochtones, telles que le déné, le gwich'in, l'inuvialuit, le malécite, le micmac, le mitchif, le Northern cree, Ojibway, Oji-Cris, le Cris des plaines, Sḵwxw̱ú7mesh sníchim (Squamish) et le Woodland cree,.
Chantelois était également responsable du lancement de la campagne Made Nous #SeekMore qui encourage les Canadiens à rechercher des films, des émissions de télévision et des jeux vidéo canadiens conçus par des voix sous-représentées et marginalisées. La campagne a été promue par le premier ministre Justin Trudeau auprès de ses 5,6 millions de followers sur Twitter.

## Récompenses
- 1999 : Prix Molson de journalisme en loisir, Conseil québécois du loisir, premier prix, catégorie hebdos locaux et régionaux[41].
- 2014 : Ragan's PR Daily Corporate Social Responsibility Award, meilleure campagne sur les réseaux sociaux[42]
- 2015 : 50 personnalités les plus influentes de Toronto[43]
- 2016 : Bénévole communautaire fantastique de l’année[44]
- 2021 : Stratégie Awards, Bronze, Stratégie multiculturelle[39]

## Vie privée
Chantelois a épousé Marcelo Gomez en 2003 à Toronto, Ontario. Ils ont été l'un des premiers couples homosexuels à se marier au Canada après la légalisation du mariage homosexuel en Ontario, si peu de temps après la décision du tribunal que la ville de Toronto n'avait pas encore produit de formulaires de licence de mariage non sexistes.
En mars 2019, il a écrit un avis, publié dans plusieurs médias, sur sa propre évolution, passant de sa perception de Québécois vivant à Toronto à celle de véritable Franco-Ontarien.
En mars 2020, avec l'aide d'une mère porteuse, Chantelois et Gomez sont devenus pères d'Oscar-James, un petit garçon.